# Rudi Locatin
Rudi Locatin (Rovereto, 19 novembre 1982) è un allenatore di hockey su ghiaccio ed ex hockeista su ghiaccio italiano di ruolo centro.

## Carriera

### Club
Locatin crebbe nell'HC Catinaccio e poi passo a quella del HC Fassa con la cui maglia giocò per diversi anni, dalla stagione 1999-2000 a quella 2011-2012, raccogliendo oltre 500 presenze in massima serie.
Nell'agosto del 2012 scese in Serie A2 con la maglia dell'Hockey Club Neumarkt-Egna, di cui, nel corso della prima stagione, risultò il miglior marcatore, oltreché miglior marcatore italiano ed il settimo in assoluto. Con la maglia dell'Egna vinse la Inter-National-League 2013-2014. La stagione successiva, con la riforma dei campionati, la squadra fu iscritta alla Serie A e Locatin prolungò il suo contratto con le Oche Selvagge.
Nell'estate del 2015 venne annunciato il suo passaggio al Fiemme, neoiscritto in Serie B. Locatin è poi stato confermato negli anni successivi, anche dopo la fusione del Fiemme coi Cornacci Tesero per far nascere il Valdifiemme HC.
Pochi giorni prima dell'inizio della stagione 2022-2023, Locatin annunciò il ritiro. Rimase comunque al Valdifiemme, come allenatore della formazione Under-15.
È ritornato a giocare, tuttavia, già nel dicembre 2022, nel campionato IHL Division I tra le file dell'Hockey Club Pinè. Coi pinetani vinse il titolo di terza serie.
Dalla stagione 2023-2024 è tornato ad allenare una formazione giovanile del Valdifiemme HC, l'Under-16.

### Nazionale
Locatin vestì anche la maglia della Nazionale italiana sia a livello giovanile che in quella maggiore.

## Palmarès

### Club
- Inter-National-League: 1

Egna: 2013-2014